# Selatosomus lemniscatus
Selatosomus lemniscatus is een keversoort uit de familie kniptorren (Elateridae). De wetenschappelijke naam van de soort is voor het eerst geldig gepubliceerd in 1948 door Denisova.